# Karl Rappan
Karl Franz Josef Rappan (* 26. September 1905 in Wien, Österreich-Ungarn; † 31. Dezember 1995 in Bern) war ein österreichischer Fußballspieler und -trainer. Als Vereinstrainer hat er in der Schweiz mit Servette FC, Grasshopper Club Zürich und Lausanne-Sports neun Mal den Meistertitel und acht Mal den Cup errungen. Dreimal coachte er die „Nati“ bei Weltmeisterschaftsendrunden (1938, 1954, 1962) und entwickelte das Spielsystem des Schweizer Riegels, welcher später in Italien zum Catenaccio verfeinert wurde.
Später war er auch zusammen mit Ernst B. Thommen Initiator des UEFA Intertoto Cup, der auch vorübergehend Rappan-Pokal genannt wurde.

## Laufbahn

### Spieler
Rappan geboren und aufgewachsen in Wien, in einer Zeit, als das Fußballspielen oft das einzige Vergnügen war, das sich ein Vorstadtbub vergönnen konnte. Er war ein Kind des „Wiener Spiels“, das von engmaschigen Kombinationen mit präzisem Passen als Grundlage gekennzeichnet war, aber das Spielerische, das im Wienertum liegt, das Graziöse verlieh dem Spiel einen spezifischen wienerischen Charakter, riss es von der Schablone los, gab ihm unvermutete, packende Wendungen, stattete es mit anmutsvollen Formen aus und rief die Erinnerung an den Tanz wach, der in Wien stets freudig und erfolgreich gepflegt wurde. Es war die Vereinigung von Präzision und Spielerischem.
Die ersten Erfahrungen im Seniorenbereich hatte Karl Rappan beim SV Donau gesammelt, ehe er ab der Saison 1924/25 – ab der Einführung des Profifußballs – mit SC Wacker Wien der 1. Klasse der Wiener Liga angehörte. Mit den Schwarz-Weißen aus dem Stadtteil Obermeidling belegte er den 7. Platz und hatte in 20 Ligaeinsätzen vier Tore erzielt. Der zumeist als rechter Halbstürmer auflaufende Kombinationsfußballer war bis 1927/28 bei den „Schönbrunnern“ vom Stadion an der Rosasgasse aktiv. Verbandskapitän Hugo Meisl berief den Mittelfeldspieler von Wacker Wien erstmals für das Länderspiel am 10. April 1927 in Wien im Stadion Hohe Warte gegen den großen Rivalen Ungarn in das Nationalteam. An der Seite von Mannschaftskapitän Josef Blum, Johann Horvath, Karl Jiszda und Ferdinand Wesely spielte Rappan auf Halbrechts und erzielte beim sensationellen 6:0-Sieg gegen das ungarische Team um Starstürmer Imre Schlosser in der 29. Minute den 2:0-Führungstreffer. Zu seinem zweiten Einsatz in der Nationalmannschaft kam Rappan am 18. September 1927 in Prag beim ersten Spiel um den Europapokal der Fußball-Nationalmannschaften gegen die Tschechoslowakei. Österreich trat mit der gleichen Angriffsbesetzung wie beim 6:0-Erfolg gegen Ungarn an, verlor aber mit 0:2 gegen das von Torhüter František Plánička angeführte Team des Gastgebers.
In der Saison 1928/29 stürmte Rappan bei Austria Wien an der Seite von Matthias Sindelar, des Sturmführers des „Wunderteams“. Sein Gastspiel (19-7) bei den „Veilchen“ dauerte aber nur ein Jahr an, ab 1929/30 spielte er bei den Grün-Weißen von SK Rapid Wien. An der Seite von Ferdinand Wesely und Franz Weselik (24 Tore) gewann Rappan mit Rapid die Meisterschaft. Im November 1930 gehörte er neben Mitspielern wie Matthias Kaburek und Josef Smistik auch dem Rapid-Team an, welches in zwei Spielen (2:0/2:3) gegen Sparta Prag den Mitropapokal gewinnen konnte. In beiden Finalspielen war Rappan als rechter Läufer zum Einsatz gekommen.
Der vormalige Angestellte in einem Wiener Textilunternehmen, seit 1925 verheiratet mit Ernestine Holaubek, wurde 1931 beruflich nach Genf versetzt, nahm dort bei der Société de Surveillance seine Tätigkeit auf und schloss sich als Fußballer dem Servette FC an, bei dem er ab 1932 das Amt des Spielertrainers ausübte. In dieser Funktion gewann Rappan 1933 und 1934 die ersten zwei Meisterschaften in der Schweiz. Vor Nationaltorhüter Frank Séchehaye bildete er dabei mit Leopold Marad das Verteidigerpaar. Im Angriff stürmte dabei sein ehemaliger österreichischer Vereinskamerad von Wacker Wien, Ignace Tax, an der Seite von Alexandre Laube, Raymond Passello, Leopold Kielholz, Georges Aeby und Lauro Amadò (bis Dezember 1933). Hatte der Mann der Wiener Fußballschule in den Jahren seiner Spielertrainertätigkeit in erster Linie aus dem reichlichen Schatz der verschiedenen technisch-taktischen Bestandteile, die er zuvor in seiner aktiven Laufbahn kennengelernt hatte, geschöpft, erweiterte er 1935 durch ein einjähriges Studium an der Hochschule für Leibesübungen in Berlin unter Dr. Otto Nerz, zusätzlich seine theoretischen Kenntnisse und nahm deshalb bestens gerüstet zur Saison 1935/36 das Angebot vom Grasshopper Club Zürich an, und übernahm damit seine erste reine Trainerstelle.

### Vereinstrainer
Bei den Blau-Weißen vom Hardturm-Stadion entwickelte sich auf Anhieb eine langjährige, gut funktionierende Arbeitsbeziehung, die erst nach der Saison 1947/48 enden sollte. Mit fünf Meisterschaften (1937, 1939, 1942, 1943, 1945) und sieben Cup-Erfolgen (1937, 1938, 1940 bis 1943, 1946) setzte sich Rappan ein Denkmal als Trainer. Spielerpersönlichkeiten wie Max Abegglen, Lauro Amadò, Alfred Bickel, Hans-Peter Friedländer, Willy Huber, August Lehmann, Severino Minelli, Hermann Springer, Sirio Vernati, sowie die Brüder Max und Walter Weiler ermöglichten Rappan seine Ideen zum Fußballtraining und zur Mannschaftsführung erfolgreich umzusetzen. Begleitet wurde seine Zeit bei den „Hoppers“ durch zwei zusätzliche Einsatzzeiten mit der Nationalmannschaft: 1937 bis 1938 und 1942 bis 1949.
Zur Saison 1948/49 kehrte Rappan wieder nach Genf zurück und übernahm zum zweiten Mal die „Grenats“ vom Stade des Charmilles. Mit dem Servette-Team um die Leistungsträger Olivier Eggimann und Jacques Fatton setzte er seine Erfolgsserie fort und gewann 1949 den Cup und 1950 die Meisterschaft. Im zweiten Abschnitt bei Servette, nach der Weltmeisterschaft 1954, konnte er bis 1957 keinen weiteren Titelerfolg an seine Fahne heften. Nach nur einem Jahr und dem dritten Rang 1958/59 beendete er bereits das Kapitel FC Zürich und war dann drei Jahre für die Nationalmannschaft tätig, ehe er ab 1964 nochmals intensiv im Vereinsfußball bei Lausanne-Sports aktiv war. Mit den Blau-Weissen vom Stade Olympique de la Pontaise errang er in der Saison 1964/65 seinen neunten Meistertitel und zog 1966/67 in das Cupfinale ein, das aber gegen den FC Basel verloren wurde. In der 88. Minute pfiff der Schiedsrichter beim Stand von 1:1 einen umstrittenen Strafstoss für Basel. Nach dem so erzielten 2:1 für Basel weigerten sich die Waadtländer das Spiel wieder aufzunehmen und setzten sich demonstrativ auf den Rasen. Der Schiedsrichter musste das Spiel abbrechen, Basel gewann per Forfait mit 3:0.
Als letzte Vereinstätigkeit übte Rappan in seiner Heimatstadt bei Rapid Wien 1969 kurzzeitig die Funktion des technischen Direktors aus.

### Nationaltrainer
Die erste Phase mit der eidgenössischen Nationalmannschaft begann für den gebürtigen Wiener mit einem Länderspiel am 19. September 1937 in Wien gegen Österreich. Bei der 3:4-Niederlage gegen das von Walter Nausch, Willibald Schmaus und Matthias Sindelar angeführte Team des Gastgebers brachte der neue Nationaltrainer Eugène „Genia“ Walaschek zu seinem Debüt in der „Nati“. Am 6. Februar 1938 trotzte Rappans Team in Köln Deutschland vor 78.000 Zuschauern ein 1:1 ab und Rappan hatte bis auf André Abegglen bereits seine Stammformation für die Weltmeisterschaft in Frankreich zum Einsatz gebracht. Am 1. Mai 1938 gewann er in Mailand mit seiner Mannschaft mit 2:1 das WM-Qualifikationsspiel gegen Portugal und damit hatten sich die Eidgenossen für die WM-Endrunde qualifiziert. Im letzten Länderspiel vor dem WM-Turnier besiegte die Schweiz am 21. Mai in Zürich den haushohen Favoriten England mit 2:1; es war der erste Sieg der Schweizer über Englands Nationalteam. Acht Tage zuvor hatte England in Berlin Deutschland mit 6:3 Toren überrannt, wobei die Flügelzange mit Stanley Matthews und Cliff Bastin insbesondere die deutsche Abwehr vor große Probleme gestellt hatte. Im WM-Vorrundenspiel am 4. Juni in Paris ertrotzte sich Taktiker Rappan erneut ein 1:1 n. V. gegen Deutschland und fünf Tage später gab es im Wiederholungsspiel einen umjubelten 4:2-Erfolg, nach einem 0:2-Rückstand nach 15 Spielminuten. Ohne den 63-fachen Nationalverteidiger Severino Minelli und den torgefährlichen Außenstürmer Georges Aeby – beide waren verletzt – verlor die Schweiz am 12. Juni das Viertelfinalspiel mit 0:2 gegen Ungarn. Nach der Rückkehr von der Weltmeisterschaft trat Karl Rappan als Auswahltrainer zurück.
Mitten im Zweiten Weltkrieg, am 1. Februar 1942, war er wieder erneut für die Ländermannschaft der Schweiz verantwortlich. Er begann mit einem Paukenschlag: Sein Team um den großartigen Torhüter Erwin Ballabio gewann in Wien mit 2:1 gegen Deutschland. DFB-Trainer Herberger baute mit Sesta, Schmaus, Wagner, Mock, Hanreiter, Fitz, Decker und Durek auf einen „Wiener-Block“, ergänzt mit Helmut Jahn, Hermann Eppenhoff und Fritz Walter aus dem „Altreich“. In den folgenden Jahren wechselten sich Siege und Niederlagen in bunter Folge ab; negativen Ergebnissen wie den Niederlagen gegen Schweden (2:7 am 7. Juli 1946), Niederlande (2:6 am 21. September 1947), Ungarn (4:7 am 21. April 1948) und dem 0:6 am 2. Dezember 1948 in London gegen England standen Erfolge gegen Schweden (3:0 am 25. November 1945), Österreich (1:0 am 10. November 1946), England (1:0 am 18. Mai 1947), Schottland (2:1 am 17. Mai 1948) und ein 4:0 am 26. Mai 1949 in Bern gegen Wales gegenüber. Die zwei WM-Qualifikationsspiele gegen Luxemburg gewann Rappan mit seiner Auswahl im Juni und September 1949 mit 5:2 und 3:2 und damit war die Schweiz für die Weltmeisterschaft 1950 in Brasilien qualifiziert. Ende des Jahres 1949 endete seine zweite Periode als Schweizer Nationaltrainer, in Südamerika war Franco Andreoli als Auswahltrainer im Amt.
Sein Start in seine dritte Amtsperiode mit der Schweizer Nationalmannschaft, 1952 bis 1954, war für Rappan wenig ermutigend: Am 9. November 1952 verlor die Schweiz das Länderspiel mit 1:5 in Augsburg gegen Deutschland. Auf der Zielgeraden der Vorbereitung für das WM-Turnier 1954 in der Schweiz traf er nochmals am 25. April in Basel auf das Team von Bundestrainer Herberger. Der spätere Sensationsweltmeister setzte sich mit 5:3 durch; Fatton, Ballaman und Kernen trafen für das Team des WM-Gastgebers. Im unmittelbaren Vorfeld des Turnieres führte Rappan noch zwei weitere Vorbereitungs-Länderspiele durch: Am 23. Mai in Lausanne gegen Titelverteidiger Uruguay (3:3) und am 30. Mai in Zürich gegen die Niederlande (3:1). Roger Vonlanthen glückte gegen „Oranje“ ein Hattrick. In die WM starteten die Eidgenossen am 17. Juni in Lausanne mit dem ersten Gruppenspiel gegen das favorisierte Italien. Laut Jessen „war der Gastgeber rechtzeitig zum Turnier in Form gekommen, der WM-Gastgeber war nach der 3:1-Generalprobe gegen die Niederlande auf dem aufsteigenden Ast.“ Der italienische Angriff konnte sich trotz großer Feldüberlegenheit mit 12:1 Ecken gegen den gefürchteten „Schweizer Riegel“ kaum einmal entscheidend durchsetzen. In der 17. Minute hatte Mittelfeldspieler Robert Ballaman nach einem Konterangriff das Rappan-Team mit 1:0 in Führung gebracht. Kurz vor dem Halbzeitpfiff erzielte Giampiero Boniperti für die „Azzuris“ den Ausgleichstreffer. In der zweiten Halbzeit erzielte Josef Hügi in der 78. Minute nach einer Nachlässigkeit in der italienischen Abwehr den 2:1-Siegtreffer. Am 20. Juni verlor Rappan mit seinem Team in „einem müden Gekicke“ in Bern mit 0:2 gegen England, so dass für die Schweiz drei Tage später ein Entscheidungsspiel um Platz 2 gegen Italien bevorstand. Hierbei überraschte Rappan die Italiener mit einer unerwarteten offensiven Taktik – drei Sturmspitzen mit Charles Antenen, Josef Hügi und Jacques Fatton, sowie den zwei offensivstarken Verbindern Robert Ballaman und Roger Vonlanthen – und gewann unerwartet deutlich mit 4:1. Damit hatte der „Underdog“ den Sprung in das Viertelfinale geschafft. Dort trafen die Eidgenossen am 26. Juni in Lausanne auf den eindeutig favorisierten Nachbarn Österreich mit dem überragenden Austria-Antreiber Ernst Ocwirk. Das Spiel ging als „Hitzeschlacht von Lausanne“ in die Geschichte der Welttitelkämpfe ein. Keine 20 Minuten waren bei tropischen Temperaturen gespielt und die Schweiz führte mit 3:0. Zur Halbzeit führte Österreich aber bereits mit 5:4. Was genau an der Temperatur lag, wie viel Einfluss sie auf die Entstehung der Tore wirklich hatte, das kann nicht mit letzter Sicherheit geklärt werden, nur Einfluss hatten die Temperaturen auf die Flut der Tore beim Viertelfinalspiel in Lausanne zwischen Österreich und der Schweiz auf jeden Fall. Bei Beat Jungs „Nati-Geschichte“ wird zu diesem Spiel und Trainer Rappan folgendes festgehalten: „Im folgenden Spiel bei der 5:7-Niederlage im Viertelfinale gegen Österreich – 'ein wahnsinniges Spiel, bei dem alle Dämme brachen' (Walter Lutz, Die Saga des Weltfussballs) – unterlief Rappan der gravierendste Fehler seiner ganzen Trainerkarriere. Die Schweiz hatte einen 3:0-Vorsprung preisgegeben. Riegelverteidiger Roger Bocquet war durch einen Sonnenstich wie gelähmt. In der Pause fragte er seine Mitspieler verwirrt nach dem Spielstand. Statt die Mannschaft umzustellen und einen Stürmer in die Abwehr zu beordern – Spielerauswechslungen waren damals nicht möglich –, sah Rappan tatenlos zu. Der Riegel brach auseinander. Der Stratege hatte in der Gluthitze von Lausanne die Übersicht verloren.“
Die Schweiz hatte unter Nationaltrainer Jacques Spagnoli gegen die Konkurrenten Spanien (2:2, 1:4) und Schottland (1:2, 2:3) die WM-Qualifikation für das Turnier 1958 in Schweden verpasst. Da es auch unter dessen Nachfolger Willibald Hahn nicht aufwärts ging, war nach einer 0:8-Auswärtsniederlage am 25. Oktober 1959 in Budapest gegen Ungarn, die Zeit des Wieners abgelaufen. Die SFV-Auswahl steckte in einer ihrer größten Krisen und Rappan nahm zum vierten Mal das Zepter über die Nationalmannschaft in die Hand. Wie schon in den vorangegangenen drei Amtsperioden – 1937/38, 1942–49, 1953/54 – hatte er 1960 eine dahinsiechende Nationalmannschaft angetroffen und die Aufgabe die WM-Qualifikation für das Turnier 1962 in Chile erfolgreich zu gestalten, war anspruchsvoll. Sein erstes verantwortliches Spiel fand am 27. März 1960 ausgerechnet in Brüssel gegen Belgien statt, wo am 20. November das erste Qualifikationsspiel stattfinden würde. Das Freundschaftsspiel gewann der Gastgeber um Angreifer Jef Jurion mit 3:1. Die drei folgenden Länderspiele gegen Chile (4:2), Niederlande (3:1) und Frankreich (6:2) gewann Rappan mit der „Nati“ und fuhr deshalb im November mit einem gewissen Optimismus erneut nach Brüssel. Charles Antennen brachte die Schweiz in der 21. Minute mit 1:0 in Führung und baute mit zwei weiteren Treffern in der 48. und 78. Minute die Führung zu einem 4:1 aus, ehe der Gastgeber auf das Endergebnis von 2:4 verkürzen konnte. In der Abwehr hatte Rappan auf Goalie Karl Elsener, Rolf Wüthrich, Willy Kernen, André Grobéty und Heinz Schneiter gesetzt, die in den nächsten Spielen noch durch Ely Tacchella ergänzt werden sollten. Das Rückspiel wurde am 20. Mai 1961 in Lausanne mit 2:1 gewonnen, wobei sich Robert Ballaman als zweifacher Torschütze auszeichnete. Acht Tage danach brach das Rappan-Team in Stockholm gegen den Vizeweltmeister von 1958, Schweden, mit 0:4 völlig ein. Das Rückspiel entschied Norbert Eschmann mit seinem Treffer in der 80. Minute zum 3:2-Heimerfolg. Damit kam es zwischen der Schweiz und Schweden am 12. November in Berlin zu einem Entscheidungsspiel. Die Eidgenossen setzten sich in der geteilten Stadt nach Toren von Schneiter und Antennen mit 2:1 durch und waren damit für die WM-Endrunde 1962 in Chile qualifiziert. Gegen die verbliebenen WM-Helden des Jahres 1958 in Gestalt mit Orvar Bergmark, Bengt Gustavsson und Agne Simonsson sich behauptet zu haben, war für die Schweiz als Erfolg zu werten. In der Gruppenphase in Chile verlor die Schweiz dann alle drei Spiele gegen den Veranstalter (1:3), Deutschland (1:2) und Italien (0:3). Es war der Mannschaft nicht mehr gelungen, an die gegen Schweden gezeigte Glanzleistung anzuknüpfen. Zu viele Leistungsträger waren krank, verletzt oder rekonvaleszent, zu dünn war die Personaldecke. Die Equipe spielte auch zu anständig und fair.
Eine Mammutkonkurrenz wie eine WM überstieg die Kräfte der an „einen gemächlichen, oft geradezu lächerlich langsamen Meisterschaftsrhythmus“ (Rappan) gewöhnten helvetischen Amateurkicker, es sei denn, es passte wirklich alles zusammen. Rappan: „Unsere Spieler sind keine Profis, und sie können kein Profiprogramm durchhalten. Daran ändert nichts, dass sie heute verschiedentlich ebenso viel verdienen wie ihre Profikollegen. Der grösste Teil der Spieler arbeitet. Es ist nicht möglich, ein vollwertiger Berufsmensch und vollwertiger Sportler zu sein.“ („Sport“, 17. August 1962).
Die Misere der „Nati“ setzte sich nach der Weltmeisterschaft 1962 in Chile, wie von Rappan befürchtet, fort. Der negative Verlauf gipfelte am 5. Juni 1963 beim Freundschaftsländerspiel in Basel gegen England, in einer desaströsen 1:8-Heimniederlage. Unter Rappan debütierte dabei in der bedauerlichen Auswahl der Eidgenossen die spätere Mittelfeldikone Karl Odermatt an der Seite des jungen Köbi Kuhn und der alten Leistungsträger in der Defensive mit Andre Grobety, Ely Tacchella und Kapitän Heinz Schneiter. Auf Seiten der Engländer hatte Bobby Charlton sich als dreifacher Torschütze neben Mitspielern wie Jimmy Armfield, Ray Wilson, Bobby Moore und Jimmy Greaves unter der Leitung des neuen Teammanagers Alf Ramsey ausgezeichnet.
Rappan hielt dem Druck und der Kritik an seiner Person wie auch an seinem System auch noch nach der weiteren Niederlage am 3. November in Zürich mit 0:2 gegen Norwegen stand, trat aber Mitte Dezember 1963 zurück, nachdem die „Nati“ gut einen Monat vorher in Paris gegen Frankreich 2:2-Unentschieden gespielt hatte, ohne Riegel, ohne Ausputzer, mit einer Viererkette auf einer Linie in der Abwehr. Mit dem Zeitpunkt seines Rücktritts überraschte der Altmeister auch seine welschen Kritiker, die ihn nach dem 2:2 in Paris mit Lob überschüttet hatten, und gab eine letzte Probe seiner Unberechenbarkeit, die ein Teil seines Erfolges ausmachte.

### Direktor des SFV, 1970 bis 1975
1970 wurde Rappan Direktor des Schweizerischen Fußballverbandes. Er konnte dadurch zum ersten Mal an die Wurzeln seiner Sportart gehen. Maßnahmen die er in dieser administrativen Funktion einführte, waren unter anderem die Senkung des Mindestalters der jüngsten Juniorenkategorie von elf auf neun Jahre. Als ganz wesentlich erwies sich seine Einführung von „Schnellsiedekursen“ für Lehrer im ganzen Land. Jahr für Jahr wurden so über 1.000 Lehrer ins ABC des Fußballs eingeführt, er etablierte somit das Fußballspiel im Schulsport und verbesserte auch dadurch gleichzeitig das Sozialprestige des Fußballs.

## Schweizer Riegel
In die Sportgeschichte eingegangen ist der gebürtige Wiener dank eines taktischen Jahrhundertstreichs: der Erfindung des Schweizer Riegels, eines auf einer verstärkten Verteidigung basierenden Spielsystems. Eingeführt hatte Rappan den Riegel beim Servette FC in Genf, wo der Außenläufer von Rapid Wien im Jahr 1931 als Spieler und im folgenden Jahr als Coach firmierte. Der Riegel war eine Kombination aus Raum- und Manndeckung. Die beiden Außenläufer deckten die gegnerischen Flügel, während die beiden Verteidiger, die im damals üblichen WM-System diese Aufgabe innehatten, in die Innenverteidigung rückten und dort gestaffelt als Stopper und Ausputzer eine Art Raumdeckung praktizierten. Der Innenverteidigung vorgeschoben spielte der Mittelläufer, der „hinhaltend Widerstand“ – wie Rappan es nannte – zu leisten hatte, unterstützt von zwei zurückhängenden Halbstürmern. Der eine dieser Insides fungierte als Verbindungsglied zu den drei Angreifern. Das zentrale Abwehrquartett, bestehend aus Ausputzer, Stopper, Mittelläufer und dem zurückhängenden Halbstürmer, wurde, je nachdem, auf welcher Seite der Angriff des Gegners vorgetragen wurde, als Riegel hin- und hergeschoben. So die Beschreibung von Beat Jung in „Strategen des Spiels“.
Im Lehrbuch von Hennes Weisweiler ist ergänzend notiert: „Der Wiener Trainer Rappan erkannte, als er damals die Nationalmannschaft der Schweizer übernahm, dass er mit dem zur Verfügung stehenden Spielermaterial wenig Erfolg haben würde. Denn die Auswahl war in der kleinen Schweiz nicht allzu groß. So verstärkte er zeitweise die Abwehr nach dem Deckungssystem des 'offensiven Systems', denn als Österreicher hatte er nur im offensiven System gespielt.“ Die Österreicher führt er weiter aus, haben sogar bis zur Weltmeisterschaft 1954 in der Schweiz im alten 'offensiven System' gespielt. Sie konnten sich diese gewisse Rückständigkeit erlauben, weil sie bis zu dieser Zeit zahlreiche hervorragende Fußballer besaßen. Auch wieder ein Beweis dafür, dass das System nicht immer so ausschlaggebend ist, wie viele Fußballer und Anhänger glauben.
Im „offensiven System“ war der offensive Mittelläufer die spielentscheidende Figur, der Mittler zwischen Angriff und Abwehr, während die anderen Spieler einseitiger entweder mit Aufgaben in der Verteidigung oder im Sturm beschäftigt waren. Die beiden Verteidiger deckten innen, der eine war der sogenannte Standverteidiger, der andere der Angriffsverteidiger. Er war maßgeblich für die Abseitsfalle. Mit Hilfe der „alten“ Abseitsregel (bis 1925) verstand es die Raum deckende Hintermannschaft, die Stürmer gleich hinter der Mittellinie aufzufangen. Die Außenläufer schirmten an der Außenlinie die Flügelstürmer ab, wobei die Läufer nicht selten im klugen Stellungsspiel zwischen gegnerischem Außen- und Halbstürmer verteidigten. Sie verzögerten in Raumdeckung den gegnerischen Angriff und stellten ebenfalls die Abseitsfalle. Durch diese Verzögerungstaktik der beiden Außenläufer und Verteidiger, die nur durch die drohende Abseitsgefahr ermöglicht wurde, fand der offensive Mittelläufer wieder Anschluss an die eigene Abwehr. Er übernahm meist einen zurückhängenden Innenstürmer, und das Verhältnis zwischen Abwehr und Angriff war mit fünf wieder gleich. Diese Taktik unterstützte die alte Dreimann-Abseitsregel. Nach Änderung der Abseitsregel hielt durch Arsenal-Trainer Herbert Chapman das manndeckende WM-System Einzug in den internationalen Fußball, zuerst aber auf der Insel.
Rappan gelang mit dem Schweizer Riegel eine Mischung aus seinem erlernten Austria-System und der Chapman-Anpassung an die neue Abseitsregel, wobei die situationsbedingte Verschiebung des „Riegels“, die Mischung zwischen Raum- und Manndeckung, entscheidend war.
Rappan hatte aus den fußballerischen Defiziten der Schweiz eine gefürchtete Waffe gemacht. Den Riegel habe er erfunden, „weil der Schweizer Spieler technisch an die Ausländer nicht heranreichte, und auch nicht über deren spielerische Fantasie verfügte, dafür aber willens war, seine Härte und Disziplin unter Hintansetzung der eigenen Persönlichkeit kompromisslos in den Dienst des Mannschaftsinteresses und Mannschaftserfolges zu stellen“.

## Ansichten zum Trainer und Eigenschaften des Trainers Rappan
Er sei intelligenter gewesen als der intelligenteste Spieler. Ein Gentleman, durchaus von sich eingenommen, ein Monsieur, der – fast nicht zum Berühren – immer die Distanz gewahrt habe, von A bis Z korrekt, ein Coach, der nie herumgebrüllt, immer gewusst habe, was er wolle, der größte und beste Trainer in seiner ganz Karriere – so wird Rappan von drei ehemaligen Spielern seines Teams beschrieben: Goalie Eugen Palier, Riegelverteidiger Willi Steffen, Riegelverteidiger und Kapitän Heinz Schneiter.
Rappan war ein Großmeister des Fallenstellens. Vor der Weltmeisterschaft 1938 pflegte er gewisse Journalistenfragen trotz blendender Französischkenntnisse nicht zu verstehen oder vor dem Spiel die Mannschaftsaufstellung nicht, oder dann eine falsche bekannt zu geben. Auch im Vorfeld des Treffens gegen Großdeutschland schöpfte Rappan aus dem Repertoire seiner Listen. Es gelang ihm das Kunststück, aus etwas, was alle wussten – die Schweiz würde gegen Großdeutschland den Riegel spielen –, wieder ein Geheimnis zu machen und Verwirrung zu stiften. Die Schweiz werde, streute er in den Medien, gegen Deutschland ein neues Verteidigungsdispositiv aufziehen. Nachfragen von Journalisten parierte er geschickt: „Ausgeplauderte Geheimnisse bergen keine Schrecken mehr.“
Seine Kunst bestand aus einer merkwürdigen Mischung von unerbittlicher Strenge und verständnisvoller Milde. Von den Spielern verlangte er zunächst einmal taktischen Gehorsam, den er selbst „Systemtreue“ nannte. Wer sich nicht an das von ihm vorgezeichnete Konzept hielt, flog raus. Punktum. Ein Kumpel ist Rappan nie gewesen für seine Leute, eher schon ein strenger Übervater. Ein Ohr freilich für die Wehwehchen verschiedenster Natur hat er durchaus gehabt. Ihm war einfach klar, dass nur ein Akteur, der sich im seelischen Gleichgewicht befindet, zu guten Leistungen fähig ist. Auf die persönlichen Nöte einzugehen, bereitete Rappan wenig Schwierigkeiten, seine Bildung, seine Intelligenz und sein Niveau erleichterten allenthalben die Kommunikation mit den Fußballern. Zweifellos besaß der harte Hund auch einen weichen Kern. Fuchsteufelswild konnte er vor allem werden, wenn er einen Kicker unsoliden Lebenswandels verdächtigte. Alkohol und Nikotin waren tabu, nicht nur für seine Spieler. In der Regel vertraute er auf ältere, ihm lange bekannte Leute, junge Fußballer standen bei dem Meister als zu unstet, zu leichtsinnig in Verdacht. Wen er einmal akzeptiert hatte, den ließ er nicht mehr im Stich, nur ungern nahm er an seinen Teams personelle Korrekturen vor. Tagesform interessierte ihn nicht. Erfahrung und Unterordnung waren wichtig. Rappan regierte seine Fußballer wie ein Familienvater dieser Zeit seine Kinder, autoritär, keinen Widerspruch duldend. Gleichzeitig war er sich darüber im klaren, dass seine strategischen Vorstellungen nur von Spielern umgesetzt werden konnten, „die auch von der Richtigkeit der übernommenen Aufgabe überzeugt sind“. Also versuchte Rappan sie zu überzeugen, manchmal auch mit sanfter Gewalt. In kurzen Spielersitzungen verstand er es, seine Leute „heiß“ zu machen, sie zu motivieren.
Am Ende seiner Trainerkarriere wurde er von seinen Kritikern als unnachgiebig, hart und unfähig zum Kompromiss bezeichnet. Rappans autoritäre, apodiktische Art, wenn auch unterlegt mit Wiener Charme, verfing bei den Jungen nicht mehr. Er lebte plötzlich in der falschen Zeit. In seinen Augen waren die jungen Spieler vom Geld korrumpiert, verweichlicht, mit fehlender Härte gegen sich selber. Die neue Generation, die der Kuhn und der Odermatt, habe er zwar einschüchtern, aber nie erobern und für sich einnehmen können.

## Ein „Nazi“ für die „Nati“?
Laut Beat Jung war die ganze Familie von Rappan in verschiedenen Nazi-Organisationen in Zürich engagiert: Sohn Manfred als Rotten-, später als Scharführer bei der Hitlerjugend, Tochter Ilse beim Bund deutscher Mädel, Frau Ernestine bei der für ihren Fanatismus berüchtigten Frauenschaft der Deutschen Kolonie in Zürich. Rappan selbst war laut Jung Mitglied der Nationalsozialistischen Deutschen Arbeiterpartei NSDAP, als solches 1942 von der Bundesanwaltschaft registriert, wie aus Akten im Bundesarchiv hervorgeht.
„Ungereimt wirkt“, so folgert der Bericht der Polizeidirektion des Kantons Zürich vom 17. April 1946, „dass die Kinder in der Reichsdeutschen Jugend mitgemacht hatten, und zwar nicht widerwillig, sondern mit vollem Einsatz. Die behauptete antinationalsozialistische Einstellung der Eltern hätte, so sollte man meinen, durch die tägliche Erziehung und Berührung zu Hause ihren Niederschlag auf die Kinder finden müssen.“ Der Bericht kommt dann gleichwohl zur Schlussfolgerung, Rappan habe lediglich mit den Nazis paktiert, „um es mit ihnen nicht zu verderben“. Also kein Landesverweis. Es liege auch keine Veranlassung vor, Rappan die Aufenthaltserlaubnis nicht zu verlängern, umso weniger als der Fußballverband „in voller Kenntnis der politischen Sachlage“ Rappan nach wie vor als Trainer der Nationalmannschaft beschäftige. Der Fall Rappan wurde 1946 von den Behörden ad acta gelegt.
In der NSDAP-Mitgliedskartei, die allerdings nur zu 80 Prozent überliefert ist, ist Rappan nicht verzeichnet.
Die definitive Niederlassungsbewilligung hatte Rappan bereits drei Jahre nach dem Zweiten Weltkrieg bekommen.

## Statistik
Als Spieler
- 1922–1924 SV Donau Wien
- 1924–1928 SC Wacker Wien
- 1928–1929 FK Austria Wien

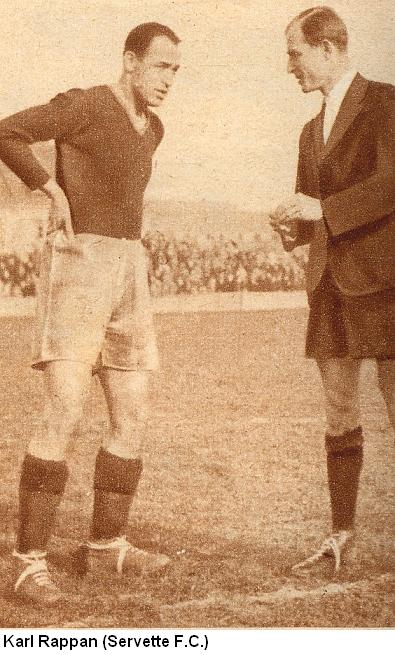
Karl Rappan

- 1929–1931 SK Rapid Wien (Österreichischer Meister 1930 und Mitropapokalsieger)
- 1931–1935 Servette Genf (Spielertrainer; 2× Meister)
- 2 Länderspiele und ein Tor für die österreichische Nationalmannschaft (1927)
- 4 Auswahlspiele im Wiener Team

Als Trainer
- 1935–1948 Grasshopper Club Zürich (5× Meister und 7× Cupsieger)
- 1948–1957 Servette Genf (1× Meister und 1× Cupsieger)
- 1958–1959 FC Zürich
- 1964–1968 Lausanne-Sports (1× Meister)

Er saß auch 77 mal – verteilt auf vier Perioden, u. a. bei den Weltmeisterschaften 1938, 1954 und 1962 – auf der Trainerbank der Schweizer Fußballnationalmannschaft, was bis zum 2. Juli 2021 Rekord war. An diesem Tag löste ihn Vladimir Petković im Viertelfinale im Rahmen der EURO 2020 gegen die spanische Nationalmannschaft als Rekordhalter ab.
Als Nationaltrainer
- 1937–1938 Schweizer Fußballnationalmannschaft
- 1942–1949 Schweizer Fußballnationalmannschaft
- 1953–1954 Schweizer Fußballnationalmannschaft
- 1960–1963 Schweizer Fußballnationalmannschaft

Als Technischer Direktor
- 1970–1975 Schweizer Fußballverband

## Grabstätte
Rappan liegt auf dem Berner Schosshaldenfriedhof begraben.